# Bezerédy István
Bezerédy István (Budapest, 1915. április 19. – Szeged, 1987. június 6.) magyar könyvtáros.

## Életpályája
Egyetemi tanulmányait Debrecenben végezte el, ahol magyar-latin szakos tanári oklevelet szerzett 1942-ben. 1942-től volt Csongrádon gimnáziumi tanár. 1948-ban a Magyar Kommunista Párt tagja lett. 1952-től a Szegedi Egyetem oktatási osztályát vezette. 1956–1973 között a szegedi Somogyi Könyvtár igazgatója volt. 1962-ben Hálózati Híradó címmel megindította a könyvtár folyóiratát. 1973–1978 között ő volt a megyei könyvtárrá átszervezett Somogyi Könyvtár igazgató-helyettese. 1978-ban nyugdíjba vonult.
Sokat tett Szeged könyvtárügyéért; átszervezte a város közművelődési könyvtárhálózatát. Cikkei a Magyar Könyvszemle, a Könyvtáros, a Somogyi Könyvtári Műhely és a Délmagyarország című lapban jelentek meg.
Sírja a szegedi Belvárosi temetőben található (XVIII - díszsírhely (C/2)-33).

## Művei
- A Prágai Misekönyv, 1492 (Szeged, 1981)

## Díjai
- Szocialista Kultúráért (1958, 1988)[4]
- A Munka Érdemrend ezüst fokozata (1964)
- Kiváló Népművelő cím (1973)